# 橋本榮治
橋本 榮治（はしもと えいじ、1947年7月8日 - ）は、日本の俳人。

## 人物
神奈川県横浜市出身。千葉大学法学部卒。1976年、「馬酔木」に投句、水原秋桜子、福永耕二に師事。1986年、馬酔木新人賞受賞。1987年、「馬酔木」同人。1997年、「馬酔木」編集長に就任、2007年まで務める。1995年、『麦生』で第19回俳人協会新人賞受賞。2024年、『瑜伽』で第63回俳人協会賞受賞。句集に『麦生』『激旅』『放神』『瑜伽』、俳書に『水原秋櫻子の一〇〇句を読む』がある。「馬酔木」同人、「枻」代表、「件」編集人。